# Portaro
PORTARO foi uma marca de veiculos todo-o-terreno fabricada em Portugal entre 1975 e 1995. Tinha como base uma versão do modelo original ARO 240 4X4 um jipe romeno antigo mas robusto sendo produzido nas instalações fabris da empresa SEMAL em Setúbal, vendidos como os Portaro 4X4 até aos anos 1990. Tendo sido posteriormente fabricado desde 1985 também nas linhas de montagem da famosa MDF Divisão Automóvel outra empresa do grupo FMAT (Fábrica de Máquinas Agrícolas do Tramagal) na vila de Tramagal perto de Abrantes, no distrito de Santarém.

## História
A marca PORTARO (PORTugal + ARO) foi o resultado de uma parceria industrial entre o Estado Romeno que era o proprietário da marca da famosa empresa de veículos todoterreno ARO e o Governo português que permitiram a montagem e a produção em Portugal de viaturas todoterreno a partir de um grande e inovador projecto ambicioso portugues. Projecto esse que foi desenvolvido pela equipa tecnica composta pelo engenheiro industrial Hipólito Pires, por José Megre,  juntamente com o engenheiro metalomecanico Costa Freitas que em 1975 criaram uma sociedade com conhecimentos na montagem e na produção de veículos todoterreno seria o inicio da GV Garagem Vitoria uma empresa que tinha adquirido um grande estatuto de distribuidores e representantes de diversos componentes industriais depois seriam os importadores da marca inglesa Landrover.
Uma vez que a marca PORTARO arranca em Portugal os fundadores agora na qualidade de uma equipa de socios gestores optam por se instalar em Setúbal que reune todas as condicoes industriais e adquirem umas instalações militares da antiga empresa SEMAL os primeiros veículos seriam fabricados aqui nas suas linha de montagem na década de setenta contudo ainda seriam somente uma pequena série de protótipos. Naquele tempo Portugal estava numa altura crítica, em que uma revolução conduziu o nosso país quase à beira da guerra civil o que veio atrazar todo o processo de desenvolvimento na SEMAL. Mesmo assim os responsáveis continuaram a acreditar na ideia de montar nosso país uma indústria automóvel capaz de fabricar veículos todo o terreno mas ainda sem produção concreta excepto os já mencionados modelos experimentais. Para isso naquela altura o administrador e sócio principal Hipólito Pires da então SEMAL convidou para a sua empresa mais um outro sócio o bem conhecido José Megre que tinha bastante experiencia notória como piloto de veículos 4X4. Na SEMAL a empresa começou a produzir uma pequena série limitada de modelos novos jipes PORTARO 4X4 alguns com mecanica Peugeot Diesel e outros montados com mecanicas GM-OPEL bem como outros com mecanica Volvo Gasolina mas ainda faltava resolver a questão de localizar um fornecedor de mecânicas alternativas fiáveis que a SEMAL precisava de encomendar separadamente fora de Portugal para o arranque dos novos modelos portugueses PORTARO daqueles de producao em serie a partir de 1976.

Logo Portaro, usado de 1976 a 1995

Na altura a rede portuguesa de estradas era muito má e uma empresa nacional de veículos todoterreno seriam uma solução adequada para esse problema. Entretanto a equipa técnica da SEMAL (composta por Freitas, Megre e Pires) localizaram um fornecedor de orgãos mecanicos no Oriente em 1981 aquando numa ida ocasional ao Japão, Hipólito Pires consultou os responsáveis japoneses da empresa Daihatsu Motor Company a marca mais antiga de automóveis japonesa que organiza um Contrato De Encomendas com a SEMAL que promete exportarem e fornecerem mecânicas novas completas e outros componentes originais tudo da marca Daihatsu para Portugal. Pouco tempo depois a empresa Garagem Vitória de Lisboa seria então o distribuidor exclusivo e representante das marcas Daihatsu e da Portaro a partir de 1975 o que permitiu a SEMAL montar os seus modelos todoterreno vendidos para as entidades militares e a privados todos vendidos com aquela nova marca de PORTARO.
Finalmente os primeiros modelos todoterreno  "PORTARO 240 4X4" aparecem e este modelo era praticamente um ARO 240 4X4 mas com acabamentos superiores ao seu primo original só que todo reconstruído utilizando uma grande mistura de componentes portugueses, com peças romenas, outras eram originais da Renault e uma minoria de órgãos mecânicos japoneses importados da marca Daihatsu. Pouco tempo depois em 1980 outro modelo foi lançado o novo "PORTARO 260 4X4" mais um jipe de grande sucesso um dos diversos colocados no mercado pela empresa GV Garagem Vitória e um dos mais vendidos de toda a gama com uma nova dianteira redesenhada bem como outros componentes novos. Estava equipado com a mesma mecanica completa dos famosos jipes "Daihatsu Taft/ Wildcat F50" o "DMC DG30 Diesel" 2530cc com caixa manual de 4 velocidades capaz de uma potência máxima de 75 CV às 3600rpm com binário reforçado atingindo o máximo de 120 km/h de velocidade máxima o que era relativamente bom para o tamanho considerável destes modelos 240/260.
Aproveitando os mesmos componentes diversos e a mesma unidade base dos seus jipes a SEMAL desenvolveu ainda mais um outro novo modelo todoterreno um comercial de três lugares com duas portas um veículo de chassis longo equivalente ao modelo original ARO 320 4X4 que em Portugal foi conhecido e fabricado como "PORTARO 320 Campina 4X4" com as mesmas mecânicas Daihatsu Diesel 2530cc dos referidos jipes 240/260 e outras peças novas que era considerado o carro de trabalho ideal para todoas as finalidades graças as seu sistema de tracção integral estava disponível em versões diferentes que se transformou num grande campeão de vendas que rapidamente vendeu centenas desta nova carrinha todoterreno de 3 lugares que não tinha qualquer rival na altura no mercado portugues naquele tempo nos princípios da década de 1980.
No entanto embora o Campina tivesse sido um exito de vendas continuava na mesma muito parecido com o seu semelhante descendente o original romeno "ARO 320 Crewcab 4X4" mas não existe nenhum modelo nacional PORTARO de cinco portas. Estes modelos PORTARO Campina era uma versão carrinha todoterreno robusta de caixa aberta o veiculo perfeito para uso agricola, comercial, florestal, industrial, municipal e rural. Desde 1980 centenas deles foram adquiridos para trabalharem em grandes herdades no Alentejo e no Ribatejo, outras empresas de silvicultura, firmas florestas e zonas verdes e sobretudo muitos deles usados como camionetas para a agricultura por terem tracção integral às quatro rodas o que melhorava em muito qualquer tarefa exigida em qualquer lugar que fosse onde tambem incluissem sempre um tractor com atrelado.
Ainda se chegou a desenvolver uma versão de um jipe todoterreno PORTARO que a SEMAL projetou especificamente para utilização Militar decorria o ano de 1984, no entanto, a marca nunca foi muito bem vista pelas autoridades portuguesas, alegadamente por causa de ser uma viatura de origem importada e de uma marca que não dava nenhum tipo de garantias sobre a disponibilidade de peças de reposição e de custos de manutenção a longo prazo o que resultou no cancelamento do novo modelo o chamado PORTARO NATO GVM 4X4 que era uma nova versão militar que nunca se produziu em série apesar de se terem construido um par de prototipos um movido a gasoleo e outro a gasolina ambos nunca fabricados em serie. Para este lugar as entidades militares nacionais escolhem e dão preferencia pela mais moderna UMM 4X4 uma outra marca portuguesa parecida que foi quem ganhou esta estatura e posição beneficiando muito com o Exército e a Marinha.
Em modo geral todas as viaturas PORTARO eram superiores em especificações aos seus equivalentes romenos. A principal razão prende-se com a concorrência, já que em Portugal, um mercado era muito mais aberto à importação, havenda mais escolha e alguma oferta variada. As viaturas PORTARO tinham uma variedade de opções que incluíam a montagem de motores Volvo a gasolina e um nível de acabamento superior em relação a outros modelos numa altura em que começavam a aparecer os jipes de luxo e de uma marca nacional que já não eram apenas meramente viaturas de trabalho, mas acima de tudo viaturas de lazer que combinava a robustez com a utilidade deles que montavam mecânicas duráveis, fiáveis e sobretudo modernas.
No mercado português a empresa Garagem Vitória/SEMAL também tinha que concorrer com a UMM desde 1978 a outra marca histórica de veículos todo o terreno montado em Portugal que chegou a conseguir encomendas do Estado português por ser mais moderno e estava a ser mais desenvolvido e tecnicamente actual com peças europeias do grupo PSA Citroen/Peugeot daí que ainda hoje existem algumas unidades utilizadas no Exército Português. Enquanto que a GV que era uma firma de importação e a sua parceira industrial SEMAL nunca recebeu qualquer incentivo por parte das entidades oficiais e mais tarde a SEMAL teriam algumas dificuldades variadas nos anos 1990 no mercado dos todoterreno em solo nacional.
Na área do desporto automóvel algumas viaturas todoterreno nacionais PORTARO a maioria estavam equipadas com potentes mecanicas a gasolina Volvo destacaram-se com a vitória na duríssima prova de todoterreno no Rali Todoterreno PARIS-AGADIR em 1982 (precursor do Rallye Do Atlas), em que um modelo "PORTARO 230PV 4X4 2300" uma versão modificada e equipada com um motor Volvo 2320cc 112 CV/bhp a gasolina e que conseguiu a impressionante proeza de triunfar sobre os supostamente imbatíveis jipes rivais Mercedes Série G 4X4 e os conhecidos Toyota Land Cruiser bem como outros modelos superiores.
Passado pouco tempo depois os jipes nacionais (PORTARO e UMM) tiveram um bom e notório desempenho nas corridas nacionais do Rali TT Transtejo e ainda nas 24 Horas TT De Fronteira em Portalegre nos anos 80 e 90. Notoriamente também que a marca PORTARO conseguiu a melhor classificação atribuida de sempre para um carro português que teve lugar no duríssimo Rallye Paris-Dakar onde conseguiu um emblemático Primeiro Lugar da classificação geral nesta modalidade decorria o ano de 1983 sendo essa a melhor classificação para um automóvel fabricado em Portugal com o duo de pilotos franceses ao volante, Jean Luc Roy e Jean Pierre Kurrer ambos jornalistas de profissão. Mais tarde a partir de 1985 a marca tambem seria fabricada nas linhas de montagem na antiga fabrica da MDF onde os ultimos camioes todoterreno pesados nacionais da marca TRAMAGAL estavam a ser fabricados justamente naquela altura o que permitu aumentar e expandir a montagem dos jipes PORTARO. 

Capa do manual de instruções e guia de conservação do Portaro 260 Celta (1981), apresentando o logo usado entre 1975 e 1976

Ainda durante os anos 1980 a Portaro também tinha desenvolvido e lançado mais 3 versões novas duas a gasolina e uma nova a gasóleo diferentes do habitual que se chamavam de PORTARO 210PT TURBO, PORTARO 230 e o PORTARO 260 Celta TURBO e que eram um trio de jipes normais, mas desta vez equipados com motores a gasolina Volvo retirados dos seus modelos Volvo 240, 260, 440 e 460 tambem eles vendidos naquela década embora em pequenas quantidades cada um destes novos jipes. O modelo Portaro 210PT TURBO 4X4 tinha um novo motor Volvo Turbo 2127cc com Turbocompressor de 156 CV/bhp de potência máxima sendo um dos muito poucos jipes á venda em Portugal com um motor a gasolina de elevadas prestações por fim a última versão mais nova agora foi o Portaro 260 Celta TURBO 4X4 que montava uma nova mecanica Daihatsu Turbo Diesel 2500 2530cc agora com 90 CV/bhp sendo um novo jipe descapotável inédito de lazer e passeios com capota de fibra de nove lugares que trazia algum equipamento genuíno de fábrica ambas estas duas versões novas dos jipes 210PT/260 TD seriam apenas disponiveis mediante encomenda o que pode explicar o motivo de serem os modelos novos PORTARO mais raros de toda a gama desta marca portuguesa.
Com as vendas a aumentarem a PORTARO começa a exportar os seus jipes desde 1980 e escolheu a Espanha, a França, o Reino Unido e a Suiça onde os mercado dos veículos todoterreno nstes países era enorme e mais vasto. Nesta altura a SEMAL desenvolveu os novos modelos todoterreno dos Portaro 280 DCM 4X4 um novo jipe de passageiros mais os modelos comerciais 280L Campina e o 350 Campina que sao duas novas carrinhas todoterreno todos eles renovadas. Todos eles agora somente produzidos com novas mecânicas evoluídas modernas Daihatsu Diesel 2800 2765cc com novas caixas manuais de 5 velocidades e utilizando novas peças de origem portuguesa e japonesas com alguns extras e acessórios para o tipo de veículos que eram numa nova gama mais resumida de veiculos 4X4. Numa questão de tempo a oferta da marca PORTARO cresceu e com diversos modelos diferentes desde o jipe mais básico e simples como o PORTARO 260 4X4 até ao modelo mais bem cuidado e melhor acabado o PORTARO 280 4X4 interessavam sempre qualquer um deles a todo o tipo de clientes e compradores deles sendo considerados como do mesmo género de veiculos que eram os modelos simbólicos os célebres Landrover 4WD.
Outra marca parecida com a Portaro na altura era a então referida UMM na altura que estava a acompanhar a mesma ideia e a tentar manter os gostos e que ganhava cada vez mais adeptos e muitos compradores agora com a sua própria gama de modelos toda ela renovada mas com uma oferta menor apesar de que graças aos Desporto Automóvel Nacional a marca UMM foi quem mais conquistou mais pilotos e diversos títulos que convenceu mais novos compradores e novos proprietários naquela altura mas a PORTARO continuava sempre com as suas viaturas no nosso mercado com vendas razoáveis.
Uma vez colocado no mercado nacional há já muitos anos onde estava garantido desde a década de setenta a marca Portaro decide explorar seriamente para outros mercados de exportação como já foi referido e no caso do Reino Unido estavam preparados para isso versões PORTARO já montados com volante à direita de fábrica mesmo o que rapidamente garantiu um lugar no mercado britanico desde 1980 onde mais singrou no RU. Para o mercado britânico a firma inglesa Dacia Concessionaires Limited que eram os importadores e os representantes da marca PORTARO 4X4 vendiam centenas de modelos todoterreno novos designados específicamente por Portaro Pampas 260 4WD. Simultaneamente uma outra firma a CVS Country Vehicle Services de Silverton em Devon no Sul da Inglaterra seria mais outro distribuidor e representante de variadas marcas de automóveis do Leste Europeu que inclusivamente mantinha nos seus armazéns grandes stocks de componentes da marca romena ARO onde sempre se venderam mas com outra gama totalmente diferente da Portaro.
Cerca de 10 mil exemplares do PORTARO foram produzidos anualmente com cerca 30% a 40% deles reservados para exportação. Regressando a Portugal a empresa FMAT na zona de Santarém por volta de 1986 compra todo o stock de peças ARO em armazém, mais os direitos e licenças da marca PORTARO á antiga fábrica da SEMAL que entretanto encerravam em 1990 muito devido por falta de encomendas e poucas novas viaturas fabricadas. Houve uma paragem temporária na produção dos veículos Portaro mas foi o tempo exigido para que a montagem seria então transferida para perto de Abrantes na então Fábrica de Máquinas Agrícolas Do Tramagal ou FMAT na sua Divisão Automovel desta vez com uma nova gama mais resumida a dois modelos em oito variantes diferentes entre os quais as mesmas carrinhas comerciais 280L Campina 4X4 e os jipes de passageiros 280 DCM da última geração disponiveis no mercado nacional mas equipados com mecânica completa igual aos dos modelos originais japoneses Daihatsu Delta /Rocky 2800cc 78CV e por encomenda também se montavam versões PORTARO 4X4 novas com mecanica completa mais evoluida 2800cc TD 96 CV desde 1990. Entretanto por esta altura a produção de novas viaturas todoterreno Portaro 4X4 era composta por 3 carrinhas diferentes dos comerciais da gama Campina 4X4 e outros 3 jipes diferentes dos modelos modernos 280 DCM 4X4 ainda com bastante aceitação em nivel de vendas no Mercado Nacional Automovel até que todo o stock de peças genuínas novas ARO/PORTARO iam terminando em 1992.
Finalmente para completar a história da PORTARO apareceu então uma outra versão a ultima desta marca portuguesa com uma mecânica completa igual aos das conhecidas carrinhas e furgões comerciais FORD Transit 2500 com duas opcoes disponiveis uma de mecanica moderna Ford UK Diesel 86 bhp e a outra sobrealimentada 2500 TDI 115 bhp mas utilizando outros novos chassis completos e outras peças ARO 4X4 importados, esta nova geração moderna seriam conhecidos na altura como os modelos todoterreno PORTARO FMAT 250 ID 4X4 Diesel produzido em quatro versoes diferentes. Infelizmente, derivado a recessão económica e financeira na década de noventa que se espalhou por quase toda a Europa vieram algumas dificuldades acrescidas e problemas alheios variados que resultariam nas poucas vendas aliado a uma rivalidade crescente com outras marcas diversas superiores a inundarem o mercado nacional dos todoterreno e todo o Sector Automovel em que Portugal foi mais uma outra vitima das condições presentes, foi quando a marca histórica portuguesa Portaro não resiste no Mercado Automóvel naquela altura e acaba por desaparecer no Verão de 1995 depois de uma bonita carreira de trinta anos activa e estável no mercado portugues e seria entao o final de mais uma outra grande marca emblemática e historica fabricada em Portugal.

## Modelos da Portaro
- PORTARO 230 PV 4X4 Rally Gasolina
- PORTARO 230 PVCM 4X4 Gasolina
- PORTARO 230PVP 4X4 Pickup Gasolina
- PORTARO 240D Diesel 4X4
- PORTARO 240D Diesel 4X4 Pickup
- PORTARO 240D Diesel 4X4 Furgão
- PORTARO 240D Diesel 4X4 Especial
- PORTARO 250D Diesel 4X4
- PORTARO 250 DGL Diesel
- PORTARO 260 Especial 4X4
- PORTARO 260 DCM Diesel 4X4
- PORTARO 260 Diesel 4X4 Pickup
- PORTARO 260 DCM Diesel 4X4 Furgão
- PORTARO 260DP Diesel 4X4 Pickup
- PORTARO 280 DCM Diesel 4X4
- PORTARO 280 DCM Diesel 4X4 Furgao
- PORTARO 280 DCM Especial 4X4

- PORTARO CAMPINA 280L Diesel 4X4 Pickup
- PORTARO CAMPINA 320 Diesel 4X4 Pickup
- PORTARO CAMPINA 350 Diesel 4X4 Pickup
- PORTARO CAMPINA 350 Super Diesel 4X4 Pickup
- PORTARO CAMPINA 350 Super Especial 4X4 Pickup

- PORTARO CELTA 210PT TURBO 4X4 Gasolina
- PORTARO CELTA 260 TURBODIESEL 4X4
- PORTARO FMAT 250 ID Diesel 4X4
- PORTARO FMAT 250 ID 2500 Pickup 4X4
- PORTARO GVM NATO 1984 Diesel 4X4
- PORTARO JIPE 1984 Diesel 4X4

- PORTARO PAMPAS 260 Diesel 2500 4WD
- PORTARO PAMPAS 260 Diesel 2500 4WD Pickup